# Урус-оба
Урус-оба (Урусовичі), (перс. اوروس — ’wrws = ûrûs)  — половецьке плем'я. Разом зі старшою за ранґом групою Іт-оґли належали до південного — відомого також, як «лукоморське» — крила половців, які кочували в північночорноморських степах.

Кочували взимку в Дніпровому Лузі, а влітку по берегах річки Молочної (Сутень).

## Етимологія назви
Аль Масуді згадує групу мусульман-хорезмійців Аль-Урсійя (Аль-Ларісія, Аль-Арсійя), які служили в особистій охороні хазарських каганів. 

Можливо, етнонім «Урус» є пов'язаний з Аорсами — сарматським племенем.

## Хани
- Урусоба
- Акум
- Аккуш
- Акочай
- Колдечі
- Кобан